# Chikkantapur, Sandur
Chikkantapur là một làng thuộc tehsil Sandur, huyện Bellary, bang Karnataka, Ấn Độ.